# Буди (Староґардський повіт)
Буди (пол. Budy, нім. Budda) — село в Польщі, у гміні Любіхово Староґардського повіту Поморського воєводства.
У 1975—1998 роках село належало до Гданського воєводства.